# Figuration (Musik)
Unter Figuration versteht man in der Musik das Umspielen einer Melodie in kleinen Notenwerten, im Gegensatz zu einer Verzierung. Die Melodie wird figuriert, d. h. abwechslungsreich gestaltet. Figurationen sind unbetonte Zwischen- oder Durchgangstöne in der Melodie. Weil sie unbetont sind, stört es nicht, dass sie leiterfremd sein können. Zwischen- oder Durchgangstöne können diatonisch (leitereigen, meist ganztonschrittig) oder chromatisch (halbtonschrittig und meistens nicht leitereigen) sein. Auch Wechselnoten kommen als Figurationen vor, obere oder untere und wiederum diatonische oder chromatische. Analog zu den melodiebezogenen Wechselnoten gibt es auch Wechselakkorde.